# Beatie Edney
Beatie Edney, née le 23 octobre 1962 à Londres, est une actrice anglaise de cinéma et télévision.

## Biographie
Elle est la fille de l'actrice Sylvia Syms. Elle s'est révélée avec son rôle de Heather MacLeod dans Highlander (1986) et a ensuite notamment joué dans  Au nom du père (1993) et a multiplié les apparitions dans les séries télévisées britanniques.

## Filmographie sélective
- 1970 : Un jour sur la plage : Winnie
- 1986 : Lost Empires (minisérie) : Nancy Ellis
- 1987 : Journal d'un vieux fou : Simone
- 1989 : Inspecteur Morse (saison 3, épisode 2) : Deborah Burns
- 1990 : Mister Johnson de Bruce Beresford : Celia Rudbeck
- 1990 : Hercule Poirot : Mary Cavendish
- 1993 : Au nom du père : Carole Richardson
- 1994 : MacGyver: Trail to Doomsday (téléfilm) : Natalia
- 1995 : Liaison interdite : Esther
- 1995 : Suspect numéro 1 (épisode Une petite fille disparaît) : Susan Covington
- 1995 à 1998 : Dressing for Breakfast (21 épisodes) : Louise
- 2000 : Highlander: Endgame : Heather MacLeod
- 2001 : Les Mystères du véritable Sherlock Holmes (saison 1, épisode 5) : Lyla Milburn
- 2003 : Inspecteur Frost (saison 10, épisode 1) : Sheila
- 2006 : Rosemary and Thyme (saison 3, épisode 6) : Penelope
- 2007 : Hotel Babylon (saison 2, épisode 4) : Louise
- 2008 : Miss Pettigrew : Mrs Brummegan
- 2009 : Flics toujours (saison 6, épisode 6) : Janet Spencer
- 2010 : Wallander : Enquêtes criminelles (saison 2, épisode 3) : Adela Blomberg
- 2010 : Londres, police judiciaire (saison 4, épisode 4) : Megan Pamell
- 2011 : Hercule Poirot (série TV, épisode Les Pendules) : Mrs Hemmings
- 2013 : Inspecteur Lewis (saison 7, épisodes 1 et 2) : Justine Skinner
- 2015 à 2019 : Poldark : Prudie

## Voix françaises
- Françoise Dasque dans Highlander (1986)
- Dorothée Jemma dans Au nom du père (1993)
- Véronique Alycia dans Poldark (2015-2019)